# Kájel Endre
Kájel Endre (Őszöd, 1881. május 28. – Zamárdi, 1955. december 15.) református lelkész, a balatonendrédi vert csipke kifejlesztője és elterjesztője.

## Életrajza
Édesapja Kájel József református lelkész, édesanyja udvari Cserna Eszter volt. Iskoláit Gyönkön, Kunszentmiklóson és Halason, teológiai tanulmányait pedig Budapesten. Ezután 9 hónapig Edinburghban folytatta tanulmányait.  1902-ben kezdte lelkészi pályáját a Somogy vármegyei Bálványoson, majd  Gömör vármegyében Rimaszombatban és a Nógrád vármegyei Losoncon folytatta munkáját.
1907 augusztusában került a Somogy vármegyei Balatonendrédre református lelkésznek. 1921-ben Szabadszálláson feleségül vette Koronai Zsófiát. Halálát szívhűdés okozta.

## Munkássága
Tárcákat, társadalmi és történelmi cikkeket írt a Lelkészegyesület, Protestáns Egyházi és Iskolai Lap, Kálvinista Szemle, Igehirdető és más egyházi lapokba valamint a Vasárnapi Újság, Új Somogy, Zalai Közlöny és a Kanizsai Közlöny  című lapokba.
Neki tulajdonítható az endrédi csipke kifejlesztése, magyarországi meghonosítása, valamint a háziipar fellendítése.
Tagja volt a Protestáns Irodalmi Társaságnak és a kaposvári Berzsenyi Dániel Irodalmi és Művészeti Társaságnak is.

### Könyvei
- Adjon Isten szekularizációt minél előbb Amen. Debrecen, é.n.
- A falu politikája. Tahitótfalu, 1926. (3 kiadást ért meg és több mint negyvenezer példánya fogyott el).

## A vert csipke
A csipkekészítésnek Magyarországon is nagy hagyománya volt, bár születésének körülményei ma sem tisztázottak eléggé. A vert csipke a magyar falvakba főleg a felföldi vándorárusok révén jutott el, előállításában eleinte a bányavárosok német lakosságának volt fontos szerepe. Kezdetben vagyoni különbségekre való tekintet nélkül szinte mindenki megtanulta a csipkeverést, még a módosabb lányok is készítettek csipkét kelengyéjük gyarapítása céljából. A csipke varrott technikával készített változatát azonban nagyrészt csak a vászonszélek összeállításánál alkalmazták, amikor lepedőket, abroszokat, ingeket, gatyákat és pendelyeket készítettek. E technika az orsófákra tekert fonal különböző formáiból, párosításából alakult ki. Fontos kelléke a henger alakú, tömör párna, amelyhez párnatartó kapcsolódik.
A vertcsipke-készítés nagybani hagyománya Magyarországon főként Kájel Endre tevékenységéhez kötődik. A 20. század elején, 1908-ban Stöckel Vilma tanítónő szakmai irányításával ő indította el az első vert csipkekészítő tanfolyamot és kezdte el tanítani készítését, azzal a céllal, hogy segítsen az akkori nehéz viszonyok között: "kenyeret akart adni a nép kezébe". Az általa beindított mozgalom hatására egy újságcikk szerint (Budapesti Hírlap, 1924. június 15) akkoriban már 31 telepen 700 képzett magyar falusi lány készítette a habos csipkét.